# Randy Gradishar
College Football Hall of Fame 1998
(en) Statistiques sur pro-football-reference
Randolph Charles Gradishar (né le 3 mars 1952 à Warren) est un joueur et américain de football américain.

## Lycée
Gradishar étudie à la Champion High School de Champion. Pendant trois années, il fréquente les équipes de football américain et de basket-ball du lycée. Il s'illustre surtout au basket où il finit leader au classement des rebonds pendant trois saisons et pendant deux années aux points. Il établit les records de l'école du plus grand nombre de contre avec l'école (quarante-quatre), rebond en un seul match (vingt-six) et le plus grand nombre sur un passage au lycée (huit cents dix-sept).

## Carrière

### Université
Il entre à l'université d'État de l'Ohio où il joue avec les Buckeyes. L'entraineur Woody Hayes déclarera que c'est le meilleur linebacker qu'il a entrainé. Il est nommé All-American en 1972 et 1973, lors d'une saison où il fait 134 tacles dont soixante pour des pertes. Le dernier match de Gradishar en NCAA est le Rose Bowl de 1974 avec une victoire sur les Trojans de Californie du Sud 42-21 après un score de 10-0-1 en saison régulière. En 1973, Ohio State n'encaisse de soixante-quatre points.
Gradishar finit sixième aux votes du Trophée Heisman 1973 avec 282 points, très loin des 1057 points du vainqueur John Cappelletti.

### Professionnel
Randy Gradishar est sélectionné au premier tour du draft de la NFL de 1974 par les Broncos de Denver au quatorzième choix. Il devient titulaire au milieu de son année de rookie. Gradishar commence à faire parler de lui la saison suivante où il intercepte une passe à Monday Night Football contre les Packers de Green Bay, qu'il retourne en touchdown, permettant aux Broncos de s'imposer. À la fin de la saison, il est sélectionné pour son premier Pro Bowl.
En 1976, le système défensif de Denver change, adoptant un tactique basé sur le 3-4 (trois joueurs en ligne défensive et quatre linebackers). Gradishar est déplacé et obtient plus de responsabilité, devant être présents sur tous les terrains, sur les courses comme les passes. Ce changement ne le dérange pas car il effectue sept sacks dominant la NFL.
En 1977, il est nommé dans l'équipe de la saison, étant un des meilleurs joueurs défensifs de l'American Football Conference dans une saison où les Broncos mise sur les joueurs offensifs comme Jim Hart, Terry Metcalf, Mel Gray, Dan Dierdorf et Conrad Dobler. En 1978, il est élu joueur défensif de l'année en NFL après que les Broncos ont joué une nouvelle fois les play-offs et encaissé 198 points en seize matchs (moyenne de 12,375 points encaissés par match). En 1979, les Broncos sont la cinquième meilleure défense de la NFL et Gradishar mènent le classement des tacles de Denver pour la cinquième année consécutives. En 1980, Denver fait une saison très moyenne mais Gradishar est toujours régulier, interceptant une passe contre les Browns de Cleveland qu'il retourne en touchdown après avoir parcouru quatre-vingt-treize yards.
En 1981, Dan Reeves arrive comme nouvel entraineur de Denver et permet à la défense de retrouver sa gloire perdue, permettant aux Broncos d'afficher un score de 11-5. En 1983, Gradishar effectue sa dernière année au même moment que le jeune quarterback John Elway joue ses premiers matchs en NFL. Randy montre qu'il a du répondant et lors du douzième match de la saison contre les Seahawks de Seattle, il intercepte une passe, récupère un fumble, fait un sack et quinze tacles dans un match que Denver remporte 38-27.
Après la dernière saison de Gradishar, Denver se présente avec son système baptisé Orange Crush comme la troisième meilleure défense de la NFL derrière la défense des Steelers de Pittsburgh appelé Steel Curtain et celle des Cowboys de Dallas nommé Doomsday.

## Palmarès
- Nommé à sept reprises au Pro Bowl
- Nommé à cinq reprises dans l'équipe de la saison (All-Pro)
- Joueur défensif de l'année en NFL 1978
- Meilleur joueur de la saison chez les Broncos en 1978 et 1980
- Membre du Ring of Fame de Denver
- Membre du Ohiuo Varsity Hall of Fame
- Nommé dans l'équipe du centenaire des Buckeyes d'Ohio State
- Membre du Champion High School Hall of Fame, intronisé en 2004 par Al Carrino